# Touch 'n Go
Touch'n Go（タッチンゴー）は、マレーシアの高速道路で使用できるプリペイドカードである。
料金所で料金を支払う際、このカードを設置された機械にタッチするだけで自動的にカードから料金が引き落とされ、バーが上がって通行できるようになる。また、このカードをSmart Tagという機械に挿入することにより、一時停止せずに料金所のレーンを通過できるようになる。日本のETCと同等の役割を果たすものであるが、こちらは高さ制限が設けられており、普通車しか通れない。
近年では公共交通機関をはじめ、さまざまな場所で使われるようになってきている。